# كريستيان هين
كريستيان هين (بالألمانية: Christian Henn) مواليد 1964، هو دراج ألماني سابق. سبق أن شارك في دورة الألعاب الأولمبية الصيفية وفاز بميدالية أولمبية.

## سجل النتائج

### سباقات أو مراحل فاز بها
- طواف إسبانيا

## الميداليات
| الميدالية | المسابقة                       |
| --------- | ------------------------------ |
| برونزية   | الألعاب الأولمبية الصيفية 1988 |

## روابط خارجية
- كريستيان هين على موقع أرشيف الدراجات (الإنجليزية)
- كريستيان هين على موقع إحصائيات الدراجات الإحترافية (الإنجليزية)
- كريستيان هين على موقع أوليمبيديا (الإنجليزية)